# Mohamed Mimoune
 (juillet 2023).
Mohamed Mimoune est un boxeur français né le 21 septembre 1987 à Toulouse évoluant dans la catégorie super-légers.

## Biographie
Mohamed Mimoune est originaire de Toulouse, où il boxe dans le même club que Sofiane Oumiha. Il est entraîné par le cousin de ce dernier, Mehdi Oumiha et devient champion d'Europe des welters en 2017 puis champion du monde IBO des super-légers en 2018,.
En novembre 2020, il entre sous contrat avec le promoteur Adrien Broner. En 2023, il est sous contrat avec le promoteur américain Roy Jones. Le 26 juillet 2023, il remporte un combat contre Steven Galeano à Kissimmee, la première défaite de Galeano et la vingt-troisième victoire de Mimoune.